# Partecipanti al Palio di Asti
I partecipanti al Palio di Asti sono 21, suddivisi in Rioni, Borghi e Comuni.

## Rioni
Vengono definiti Rioni i quartieri racchiusi anticamente dalla prima cerchia di mura della città, chiamata "recinto dei nobili".
| Stemma                | Descrizione |
| --------------------- | --- |
| Cattedrale            | Situato nel cuore più antico della città, prende il nome dalla importante fabbrica del Duomo (Cattedrale di Santa Maria Assunta), autentico gioiello del gotico piemontese. Dalla ripresa ha vinto il Palio nel 1977 e nel 2019. |
| San Martino San Rocco | Situato nella zona centro-orientale della città, comprende il rione San Martino, ricco di palazzi nobiliari, e prende il nome dalla porta omonima; intorno a questa si formò il borgo di S.Rocco, principalmente abitato da popolani e mercanti. Le Confraternite presenti sul loro territorio vinsero il Palio ben 21 volte tra seicento e settecento. In accoppiata le vittorie sono 4: nel 1934, 1984, 1985 e 2012.                                                                                                  |
| San Paolo             | Il Rione con i colori rosso e oro è uno dei rioni più antichi (risale al 1312), che ha vinto il maggiore numero di volte. Dalla ripresa del Palio ha vinto nel 1975, 1978, 1979, 1993 e 2015. |
| San Secondo           | È il Rione più centrale di Asti, la sua chiesa è la Collegiata di San Secondo, dedicata al patrono della città. Al suo interno sono conservati il Carroccio ed i Palii offerti al patrono nei secoli. Lo stemma è bianco e rosso, con l'immagine del Santo a cavallo. Dalla ripresa del Palio il Rione ha vinto tre volte, nel 1982, nel Palio straordinario per il Giubileo nel giugno 2000 e nel 2007. |
| San Silvestro         | Un Rione molto antico, a digiuno di vittorie per molto tempo, ha portato a casa il primo Palio nel 1992, dopo più di duecento anni di astinenza da vittorie. È legato, nella sua storia secolare, alla vicenda di Valentina d'Orleans, pronipote del duca di Milano Galeazzo Visconti. |
| Santa Caterina        | Il Rione più popoloso della città. Nel XIV secolo era denominato Borgo San Marco, uno dei 4 Borghi e 4 Cantoni che partecipavano al Palio Antico. Dalla ripresa del Palio avvenuta nel 1967 il Rione ha vinto nel 1970 con il nome di Torretta-Santa Caterina. A causa della scissione del Borgo Torretta, avvenuta quello stesso anno, il rione interruppe l'attività per alcuni anni, tornando a correre nel 1977 e vincendo nel 2003 col fantino Giovanni Atzeni detto Tittia e nel 2014 con Andrea Mari detto Brio. |

## Borghi
Vengono definiti Borghi i quartieri racchiusi anticamente nella seconda cerchia di mura della città, detta " recinto dei borghigiani", o le circoscrizioni del Comune di Asti a ridosso della città, anticamente comprese nelle ventine.
| Stemma                         | Descrizione |
| ------------------------------ | --- |
| Borgo Don Bosco                | Il Don Bosco è uno degli insediamenti più popolosi che si è sviluppato nel dopoguerra, con tipologie essenzialmente residenziali che hanno urbanizzato i prati degli ottocenteschi "sbocchi nord", sul prolungamento settentrionale di corso Dante. Pur non avendo memorie storiche proprie, è attivo nel sottolineare gli aspetti più qualificativi dell'Asti medioevale. Negli anni settanta corse insieme al Borgo Viatosto, vincendo il Palio nel 1967, 1971, 1980, poi ci fu la separazione di territorio e di colori araldici. Vinse nuovamente nel 1996.                           |
| Borgo San Lazzaro              | Situato nella zona est della città, a sinistra della strada che porta ad Alessandria sull'angolo rivolto al Monferrato, vi era anticamente lo Spedale di San Lazzaro. La chiesa e l'ospedale, quest'ultimo adibito in primo tempo alla cura dei lebbrosi, poi degli appestati e infine degli infermi in generale, esistevano già nel 952. Lo stemma del Borgo è la croce a otto punte in campo giallo. Sette le vittorie (di cui tre con il fantino Massimo Coghe detto Massimino II, e tre con il fantino Giuseppe Zedde detto Gingillo), nel 1987, 1991, 1999, 2001, 2008, 2017 e 2022. |
| Borgo San Marzanotto           | È una delle "ville veteres Comunis Ast", che rappresentano il più antico territorio di espansione del Comune nel contado, ponendo come indicazione la presenza dei corsi d'acqua; nella prima area, situata oltre Tanaro, è compreso S. Marzanotto. |
| Borgo Santa Maria Nuova        | Borgo a levante della città. È il sobborgo più antico appena fuori il concentrico della città di Asti (viene già citato nell'89 a.C.). Nella prima metà del Trecento fu definitivamente conglobato al perimetro cittadino con la costruzione della seconda cerchia di mura. Nel periodo moderno si è aggiudicato il Palio nove volte (1929, 1932, 1935, 1972, 2000, 2005, 2006, 2009, 2023) guadagnandosi, anche grazie ai numerosi piazzamenti in finale, l'appellativo di Signora del Palio.                                                                                            |
| Borgo San Pietro               | Il Borgo San Pietro è uno dei più estesi tra i borghi e rioni cittadini partecipanti alla corsa del Palio. Di notevole importanza storico-artistica è la Rotonda di San Pietro, che richiama la basilica del Santo Sepolcro in Gerusalemme. Accostata alla rotonda vi è la chiesa priorale di San Pietro in Consavia, realizzata per favore dell'astigiano Priore Gerosolimitano di Lombardia, Giorgio Valperga. Il Borgo ha vinto il Palio nel 1930, 1968, 1969, 1973, 1983. |
| Borgo Tanaro Trincere Torrazzo | Borgo popolare, da sempre in simbiosi con l'omonimo fiume a sud della città di Asti. Il ponte sul Tanaro esisteva già nel 1206, ma era molto più vicino alla città, finché il letto del fiume non venne deviato nel 1500. Nel fiume si scaricava anche la "Bealera", un sistema di canali di irrigazione per la città, perfezionato dagli Orleans. Tanaro ha vinto il Palio nel 1933, nel 1990, 2002 e 2010. |
| Borgo Torretta N.S.L.          | Borgo alle porte della città nella zona Ovest. Nel 1970 partecipa al Palio per la prima volta, staccandosi dal Rione Torretta-Santa Caterina. La Torretta, come viene chiamata familiarmente, si è aggiudicata quattro edizioni della corsa: 1976, 2004, 2013 e 2024. |
| Borgo Viatosto                 | Borgo già citato nell'anno 1000, situato sui colli a nord prospicienti la città di Asti, e stretto intorno alla chiesa di Santa Maria Ausiliatrice di Viatosto. Vince il Palio nel 1931 e, in sodalizio col Borgo Don Bosco, nel 1967, 1971, 1980. |

## Comuni
I Comuni attualmente partecipanti sono della provincia di Asti, ma in passato corsero anche città di altre province e regioni, come, per esempio Milano ed Alba.
| Stemma         | Descrizione |
| -------------- | --- |
| Baldichieri    | Posto sulla strada romana che da Asti conduceva a Karreum Potentia, l'odierna Chieri, e a Torino, il Comune di Baldichieri d'Asti nasce come insediamento ed avamposto romano fin dal I secolo d.C. È compreso nei villaggi menzionati nel diploma del 15 febbraio 1159 con cui Federico Barbarossa confermava al Comune di Asti i privilegi già goduti. Ha vinto il suo primo Palio nel 2019 |
| Canelli        | Il Comune di Canelli sorge sulla riva sinistra del torrente Belbo all'inizio delle Langhe. La cittadina di Canelli è divisa in due zone: la parte sul fondovalle denominata il borgo e la zona alta detta Villanuova. Sul territorio comunale è concentrata la quasi totalità dell'industria piemontese spumantiera, sugheriera e meccanica specializzata in enologia, e la cantina sociale di Canelli (1933) è una delle più antiche in Piemonte. Ha vinto il Palio nel 1974.                                                                         |
| Castell'Alfero | Il Comune di Castell'Alfero corre il Palio dal 1989 ed ha al suo attivo due vittorie (1997 e 1998), entrambe ottenute con il fantino Claudio Bandini detto Leone. È finora l'unico Comune partecipante al Palio di Asti ad aver vinto nello stesso anno (1997) sia la corsa del Palio che il Palio degli Sbandieratori (oltre ad essere l'unico Comune ad aver vinto un Palio degli Sbandieratori). |
| Moncalvo       | È sicuramente il Comune più blasonato, con 5 vittorie al Palio di Asti (1988, 1989, 1994, 1995, 2018). Non bisogna dimenticare che il vero artefice della restaurazione dell'antico costume astense di correre il Palio fu, nel 1929, il moncalvese Vincenzo Buronzo, uomo di lettere (allievo del Pascoli) e brillante politico del Regno d'Italia (è stato Senatore oltre che Podestà d'Asti). |
| Montechiaro    | Il nome trae origine dalla sua fondazione. Il "monte" venne disboscato intorno all'XI secolo per costruire appunto la "villa nova", in cui sarebbero confluite le popolazioni di alcuni insediamenti limitrofi. Celebre è la bella chiesa romanica di S. Nazario e Celso, a circa 2 km a nord-est del concentrico e raggiungibile con una bella passeggiata tra vigneti e alberi secolari. La sua costruzione è collocabile tra l'XI e XII secolo, nell'abitato di Mairano, ora scomparso. Il Comune di Montechiaro ha ottenuto una vittoria nel 1981. |
| Nizza          | Situata a sud di Asti, sulla vecchia strada del sale per la Liguria. Ha vinto il Palio nel 1986 e nel 2016 |
| San Damiano    | I cronisti del tempo, Guglielmo Ventura, Ogerio Alfieri e Antonio Astesano, documentano l'origine del Comune fissandone la data di nascita nel 1275, anno della prima notizia certa del Palio di Asti, quando, nel corso dell'invasione del Piemonte da parte di Carlo d'Angiò, gli astesi fondarono la roccaforte di San Damiano, obbligando gli uomini dei vicini castelli distrutti ad abitarvi. Da allora il Comune rimane indissolubilmente legato ad Asti e ne segue le alterne sorti. Ha ottenuto la vittoria nel 2011.                         |

## Altri partecipanti
La seguente tabella è dedicata a quei rioni, borghi e comuni che hanno preso parte ad almeno una edizione del Palio di Asti a partire dal 1967 e che, in seguito, hanno ritirato la loro partecipazione.
| Stemma                | Descrizione |
| --------------------- | --- |
| Comune di Costigliole | Il Comune di Costigliole è situato nella parte sud della Provincia di Asti, al confine tra Monferrato e Langhe. Ha preso parte a tutte le edizioni del Palio di Asti in epoca fascista ad eccezione di quella del 1930. In seguito ha corso ininterrottamente dal 1967 al 1984, ottenendo 2 secondi posti nel 1977 e nel 1978. |
| Comune di Montegrosso | Il Comune di Montegrosso è situato a circa 15 km a sud di Asti, in pieno Monferrato. Vanta una sola partecipazione in epoca moderna al Palio di Asti, avvenuta nel 1967 |